# Hua Yan
Hua Yan (xinès simplificat: 华嵒; xinès tradicional: 華嵒; pinyin: Huà Yán) fou un pintor xinès que va viure sota la dinastia Qing. Es tenen poques dades de la biografia d'aquest artista. Va néixer a Shanghang, província de Fujian, el 1682 (altres historiadors de l'art mencionen el 1684) i va morir posteriorment el 1750. Va residir a Yangzhou i Hangzhou.
Encara que va pintar diverses temes.va destacar en la pintura de flors i animals (ocells); la seva obra va tenir força acceptació entre lletrats i comerciants. Dominà, més que cap altre dels seus contemporanis, l'organització dels diferents elements del paisatge. Hua fei servir pinzells secs i el seu grafisme suau però gens feble. Se'l considera un d'Els Vuit Excèntrics de Yangzhou, grup que s'apartava de les convencions ortodoxes vigents en matèria d'art i mostrava una forta individualitat. Entre les seves obres destaquen “Neu sobre la muntanya Tian” que va ser una de les darreres que va pintar.
Es troben pintures de Hua a l'Art Gallery of Greater Victoria (Colúmbia Britànica), al Museu d'Art de Berkeley (Pacific Film Archive), Califòrnia, al Museu d'Art de Hong Kong, al Museu de Belles Arts de Boston, al Museu d'Art de Cleveland, Ohio i al Museu d'Indianapolis, Indiana.